# توماتال
توماتال (به آلمانی: Thomatal) یک منطقهٔ مسکونی در اتریش است که در ناحیه تامسوگ واقع شده‌است. توماتال ۷۵٫۶ کیلومتر مربع مساحت دارد ۱٬۰۳۰ متر بالاتر از سطح دریا واقع شده‌است.